# Galloping Goose Regional Trail
Der Galloping Goose Regional Trail ist ein 55 Kilometer langer ehemaliger Schienenweg zwischen  Victoria, British Columbia, Kanada, und der Geisterstadt Leechtown nördlich von Sooke, wo er auf die alte Sooke Flowline trifft. Streckenweise ist der vom Capital Regional District (CRD) unterhaltene Weg Teil des Trans Canada Trails und überschneidet sich mit dem Lochside Regional Trail. Der Abschnitt von der Harbour Road in Esquimalt bis zum Veterans Memorial Parkway in Langford ist ebenfalls Teil des Vancouver Island Trails.
Der Weg ist ein beliebter Pendler- und Erholungsweg, auch in den städtischen Gebieten von Victoria (Vic West und Burnside-Gorge). Er wird von Spaziergängern, Läufern, Radfahrern, Rollschuhfahrern, Skateboardern und (stellenweise) Reitern genutzt. Er ist mit vielen anderen Wanderwegen und Parks in der Region verbunden.
Der Wanderweg wurde 1987 auf der ehemaligen Bahntrasse der Canadian National Railway angelegt und verläuft durch die Gemeinden Sooke, Metchosin, Colwood, Langford, View Royal, Saanich und Victoria sowie durch die nicht eingetragene Gemeinde East Sooke. Außerdem kreuzt der Wanderweg in seinem Streckenverlauf den British Columbia Highway 1, den British Columbia Highway 14 sowie den British Columbia Highway 17.
Der Weg ist zwischen dem westlichen Endpunkt (Johnson Street Bridge) und der Wale Road in Colwood asphaltiert, was etwa 13 Kilometern oder einem Viertel der Gesamtlänge entspricht. Er schließt an einen Mehrzweckweg über die Brücke und Radwege entlang der Pandora Avenue an.
Im Jahr 1996 wurden zwei wichtige Verbindungsstrecken eröffnet: die wieder aufgebaute Selkirk Trestle (über das Selkirk Water) und die Switch Bridge über den Trans-Canada-Highway.
Obwohl auf den Karten Leechtown als Ende des Weges angegeben ist, ist dieses Gebiet seit 2007 im Rahmen der Wasserversorgung von Greater Victoria gesperrt. Im Jahr 2010 wurden vor dem Ende des Pfades ein Warnschild und ein verschlossenes Tor aufgestellt. Leechtown selbst ist nicht zugänglich. Somit liegt das tatsächliche Wegende am Rande des Sooke Potholes Provincial Parks, den der Weg zuvor durchquert.

## Name
Der Weg wurde angeblich nach dem örtlich verkehrendem Triebwagen mit Verbrennungsmotor (Nr. 15813), ähnlich dem Galloping Goose der Rio Grande Southern Railroad, benannt, der von 1922 bis 1931 auf der Strecke verkehrte. Der Name wird jedoch vom Sooke Region Museum und langjährigen Einwohnern von Sooke bestritten, die sagen, dass der Begriff „Galloping Goose“ nicht für die alte Bahnlinie verwendet wurde; er wurde von CRD-Marketingmitarbeitern auf den Weg übertragen.

## Galerie

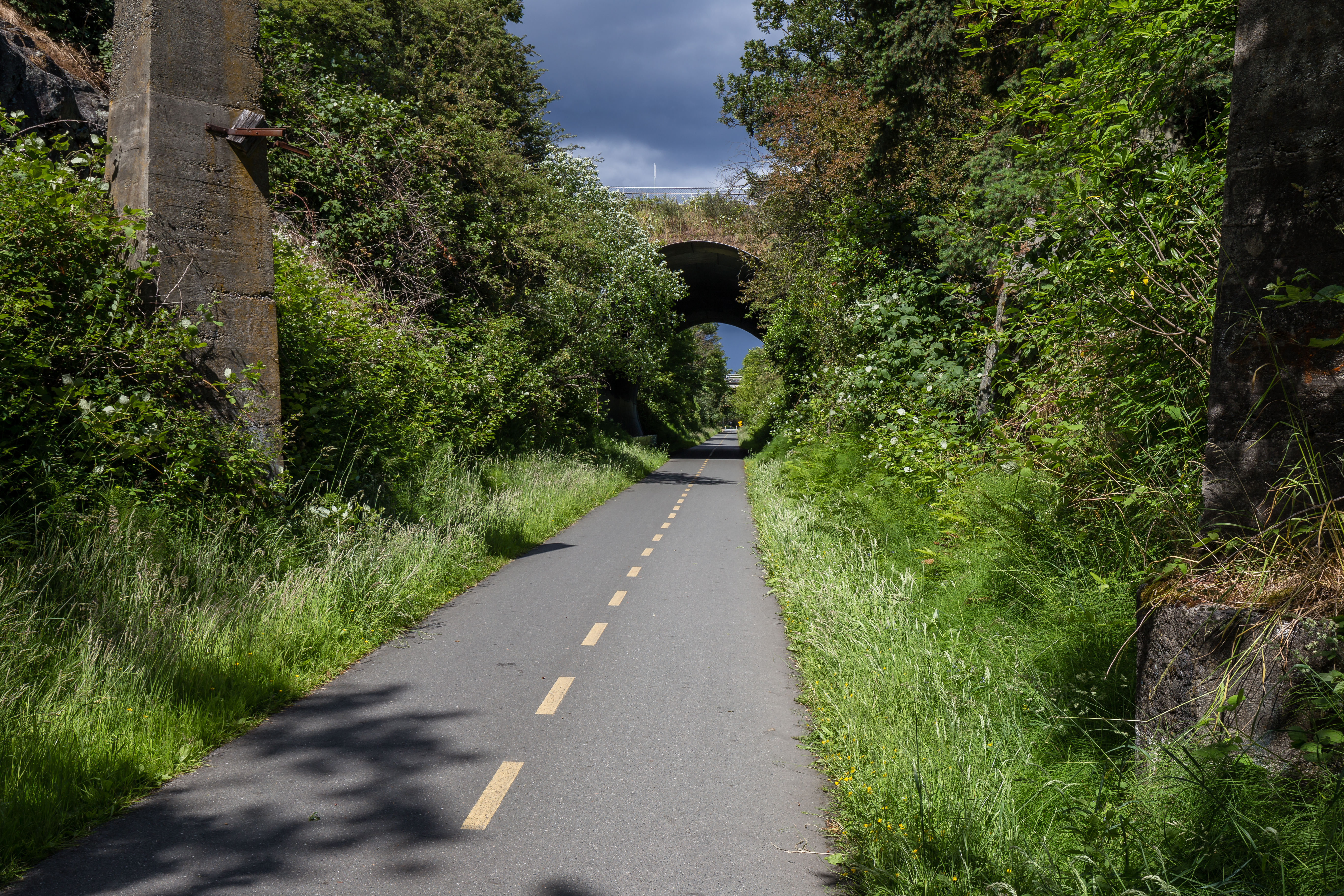
Gegend bei Saanich
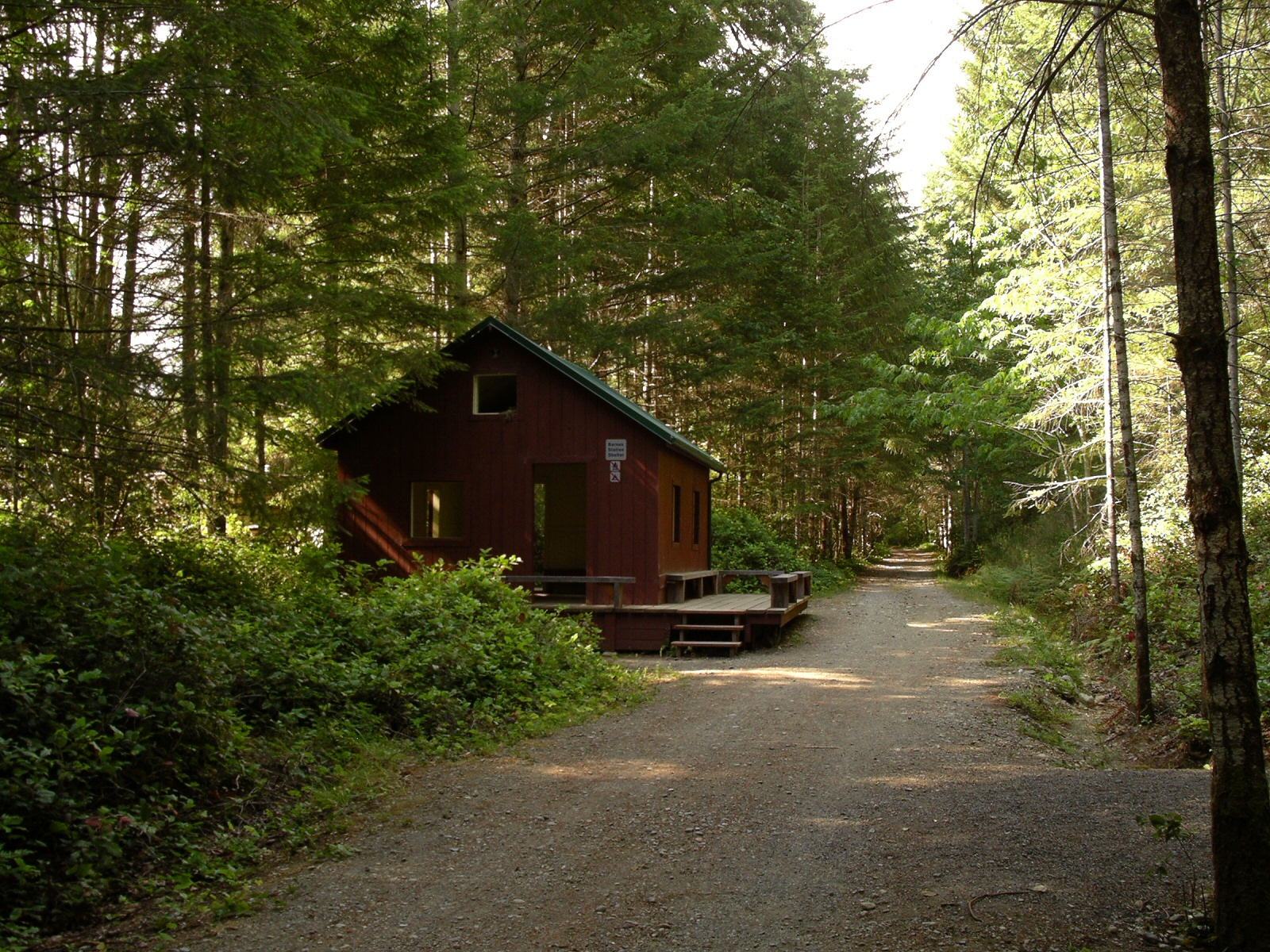
Gegend bei Sooke
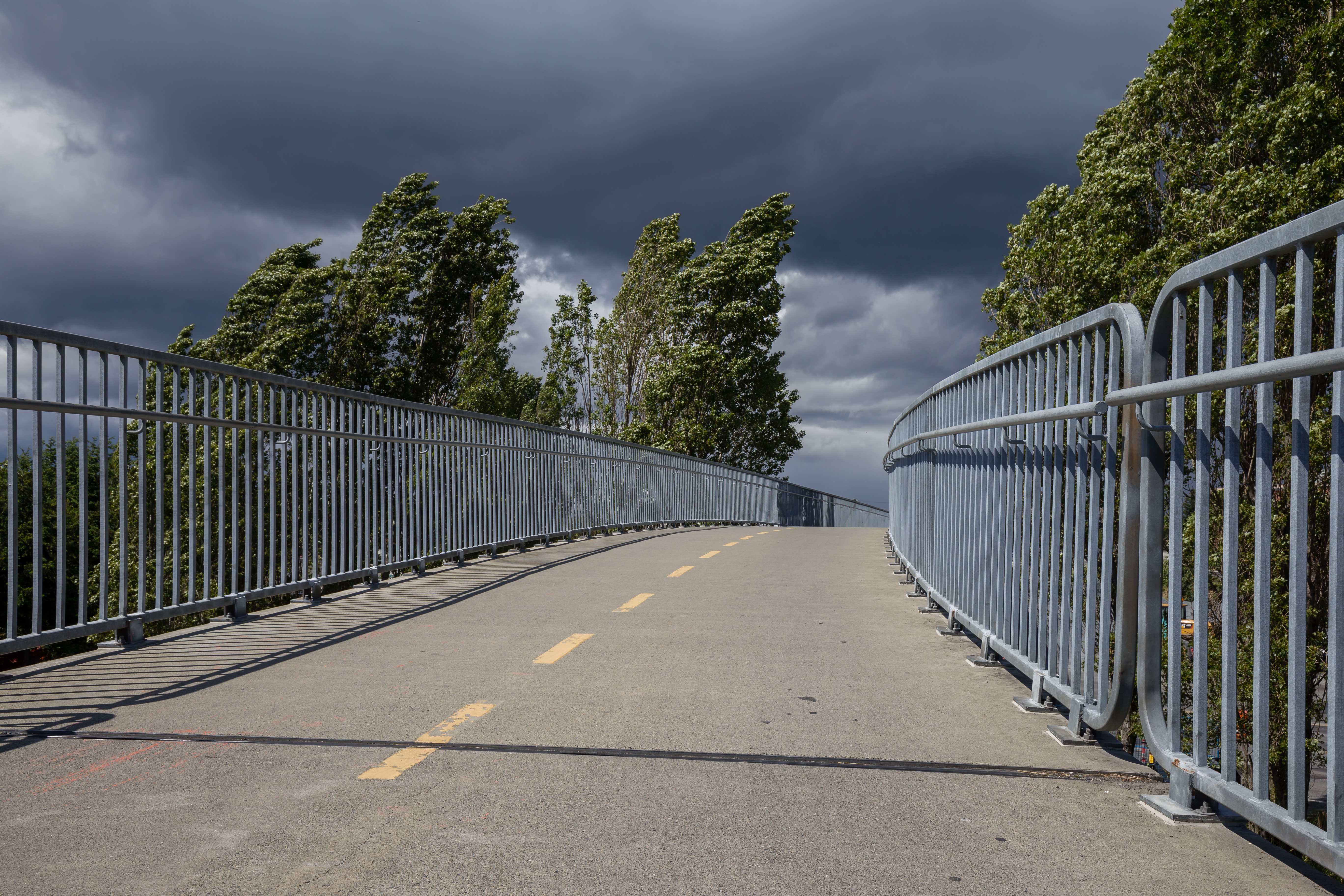
Gegend bei der Switch Bridge
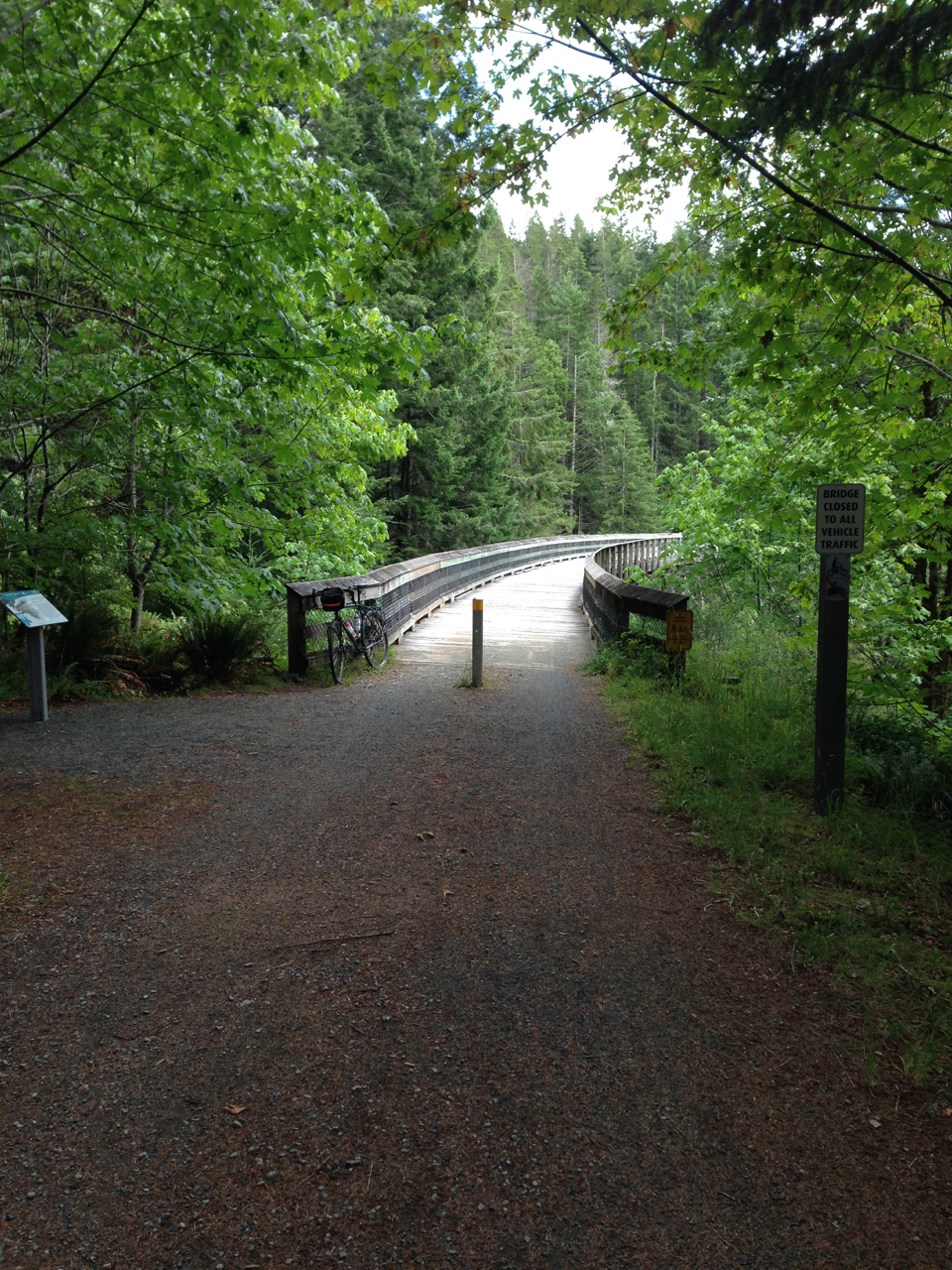
Charters-Creek-Gestell
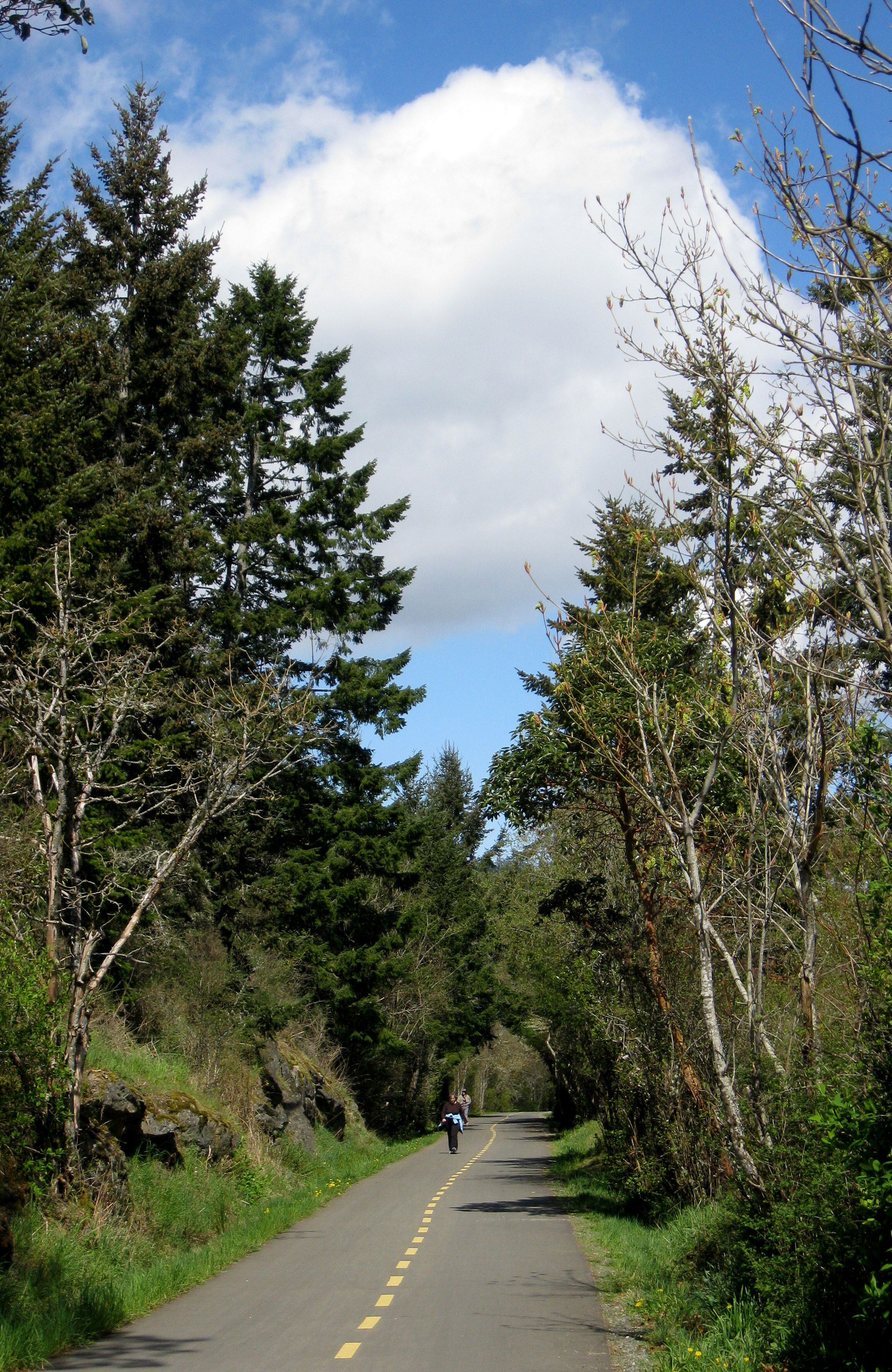
Fahrradfahren
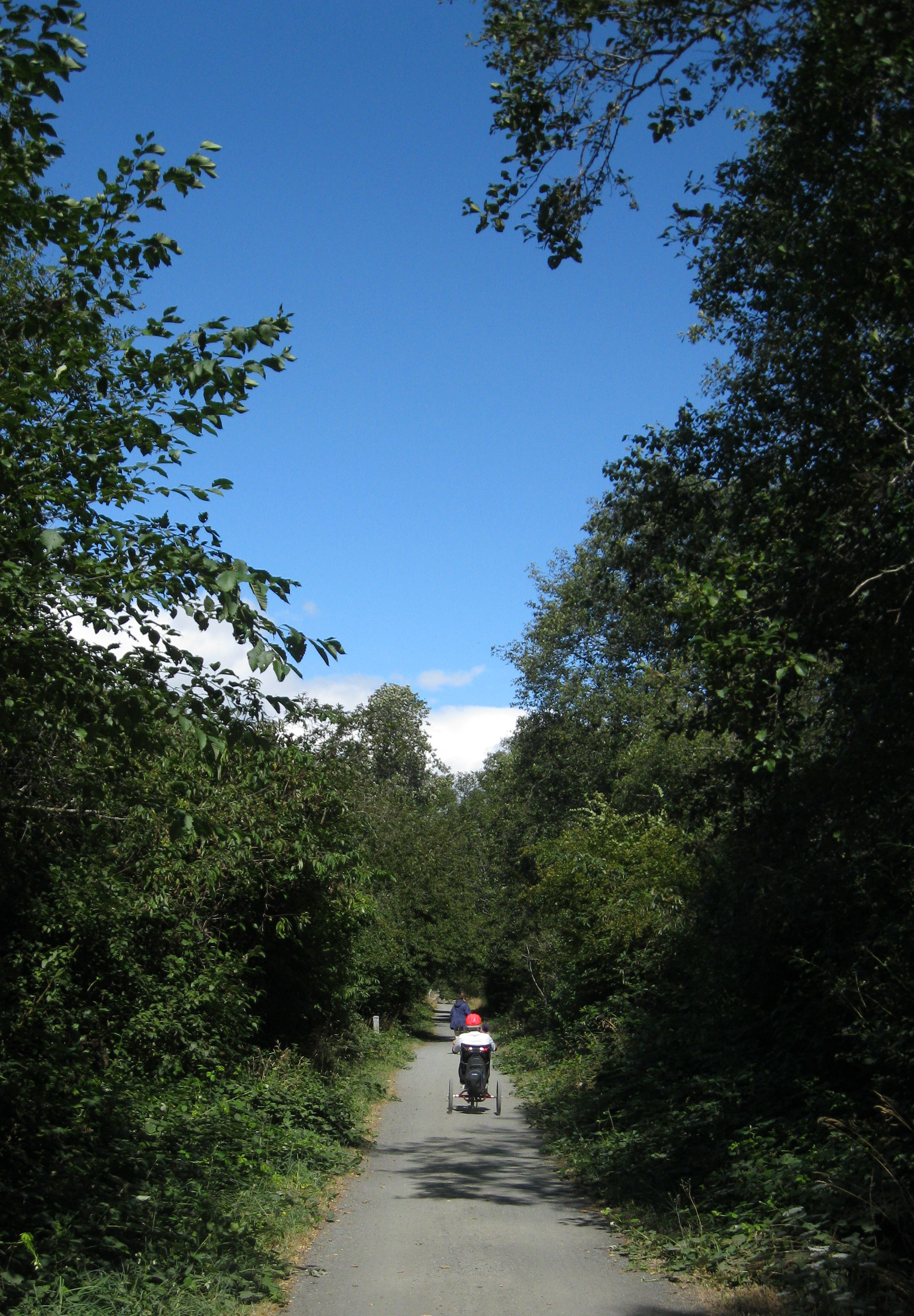
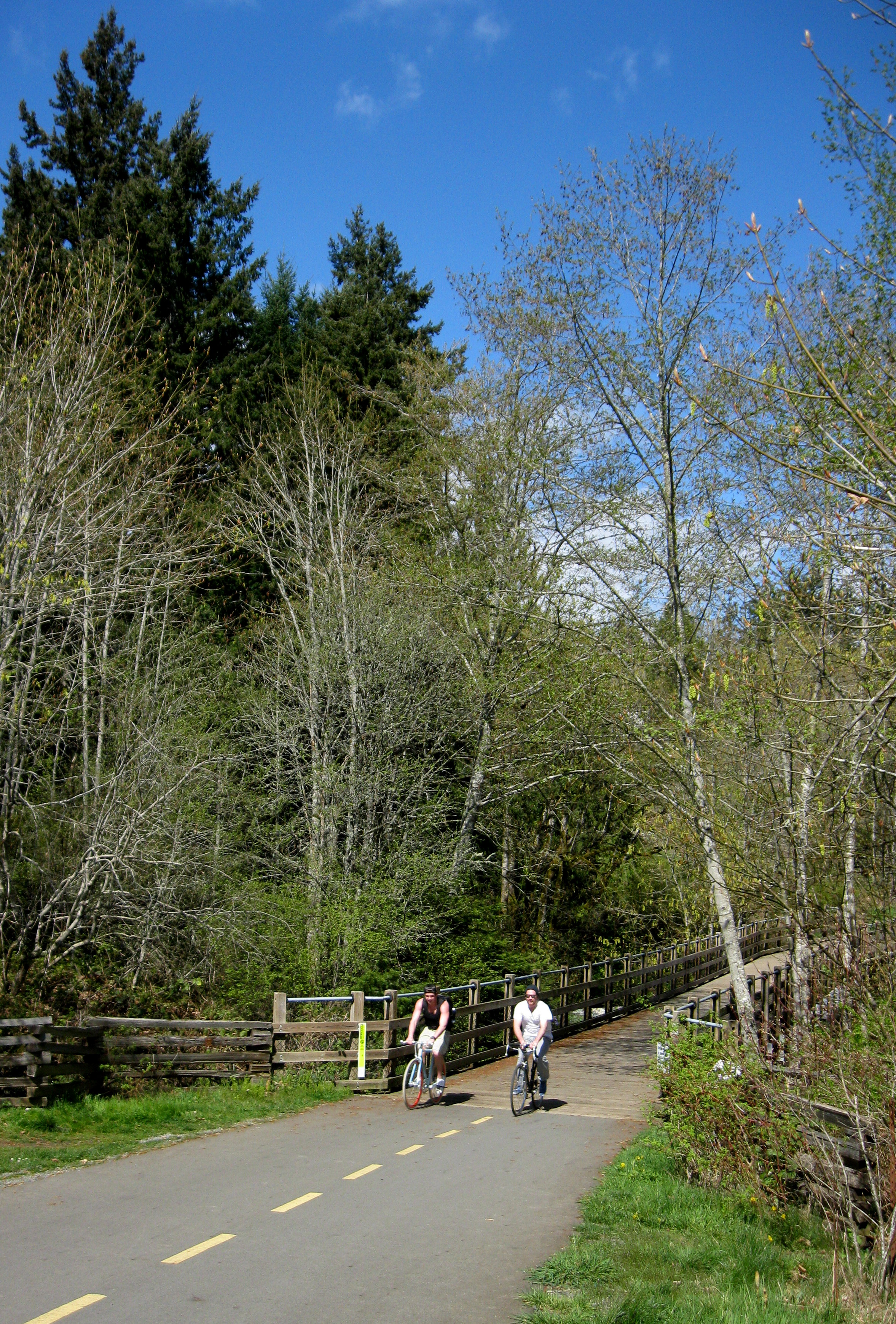
Fahrradweg
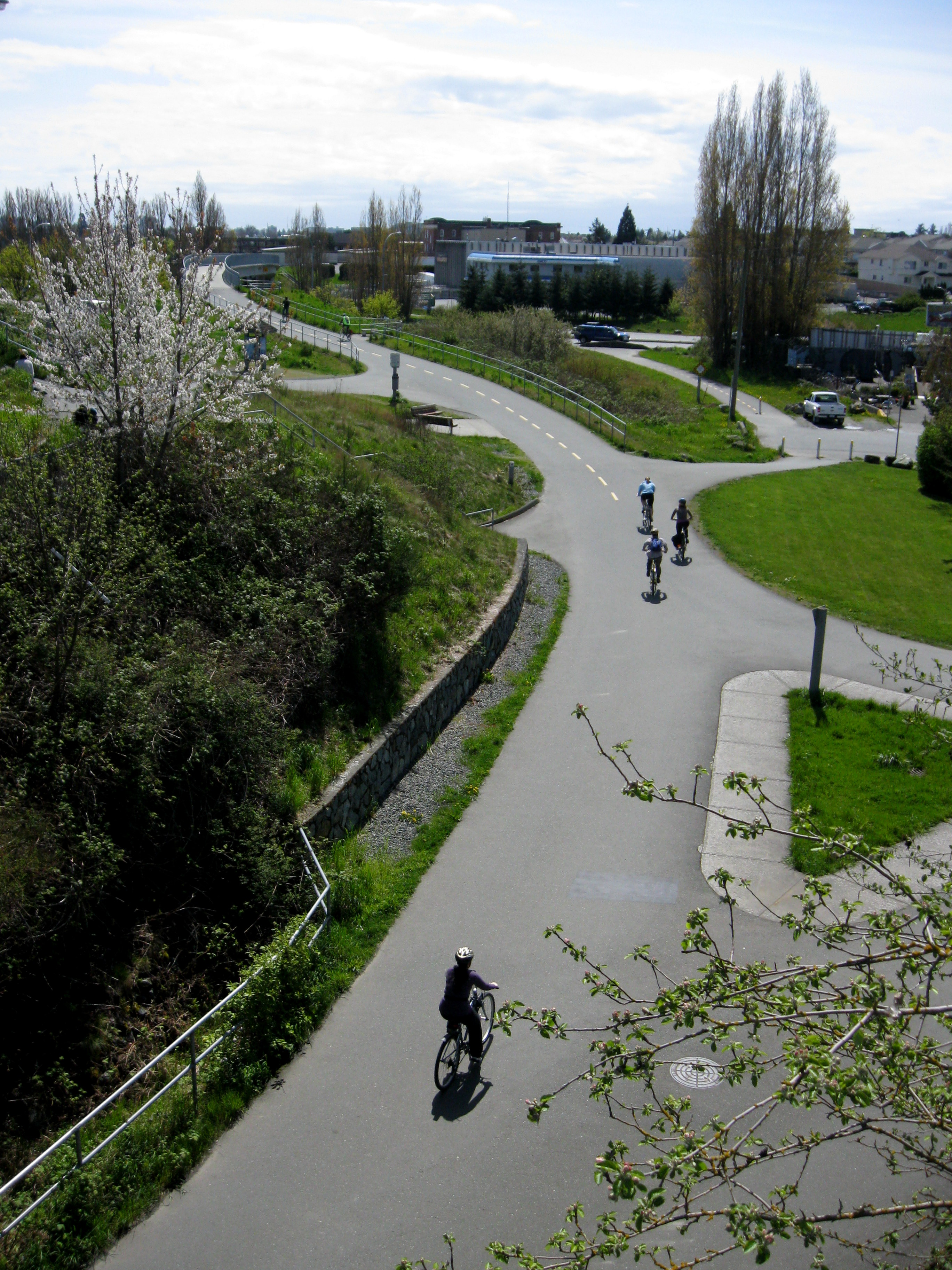
Switch Bridge area
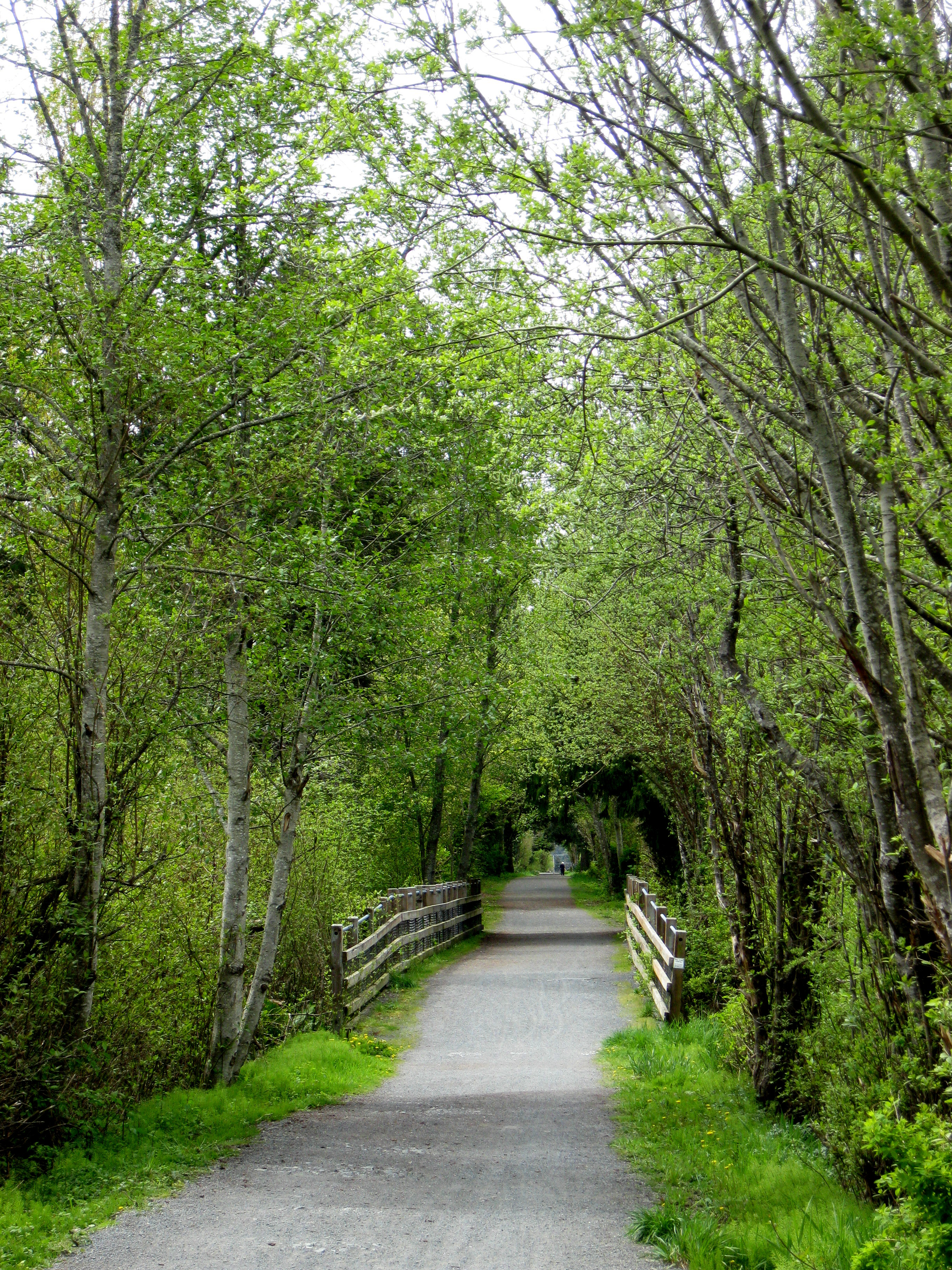
Glen Lake Area
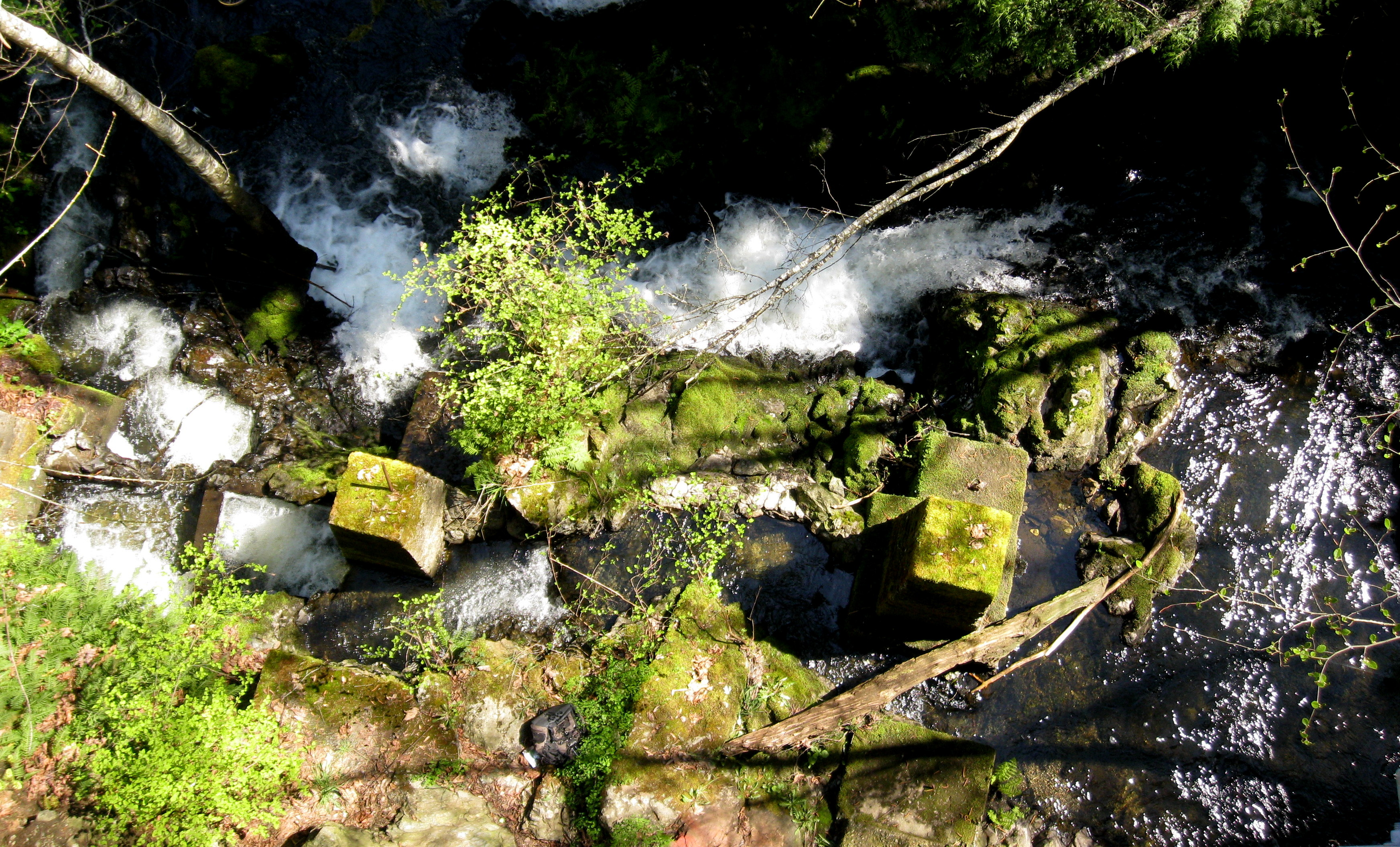
Millstream Creek Area